# 龍城
龍城（りゅうじょう）は遼寧省西部（遼西）の朝陽市双塔区に所在した前燕、後燕、北燕（あわせて三燕という）の都城。
十六国の混乱のなか遼西、遼東方面に覇を唱えた東部鮮卑の慕容皝は337年に燕王を自称したが、341年に建康（南京）に使者を送って、東晋から燕王の称号を公認されると、翌年柳城の北、龍山の東に龍城を建設し、都城とした。柳城は古来より華北と東北地域を結ぶ軍事交通上の要衝である。慕容皝はこの地に都城を築くことで中国化を図り、華北雄飛の根拠地とした。
354年に皇帝を称した慕容儁は都を薊城（北京大興区）に移し、龍城には留台を置いた。やがて前燕は西方に起こった前秦と対立し、370年に前秦の苻堅に滅ぼされる。383年には淝水の戦いで敗れた前秦が崩壊するなかで後燕を樹立した慕容垂は華北の中山を都とし、龍城を陪都とした。397年に北魏の攻勢に押された後燕王慕容宝は龍城に逃げ帰り、以後は遼西に留まる。
407年に後燕を簒奪した北燕も龍城を都城とし、436年に北魏に滅ぼされるまで変らなかった。
この地域の鮮卑系文化は黄金文化や騎馬文化など朝鮮半島や日本列島の古代文化に大きな影響を与えた。この地域の墳墓から出土した器物と同様のものが日本の墳墓からも出土している。